# Ліхтенштайн (Баден-Вюртемберг)
Ліхтенштайн (нім. Lichtenstein) — громада в Німеччині, знаходиться в землі Баден-Вюртемберг. Підпорядковується адміністративному округу Тюбінген. Входить до складу району Ройтлінген.
Площа — 34,24 км2. Населення становить 9255 ос. (станом на 31 грудня 2020).